# Leupolz (Ottobeuren)

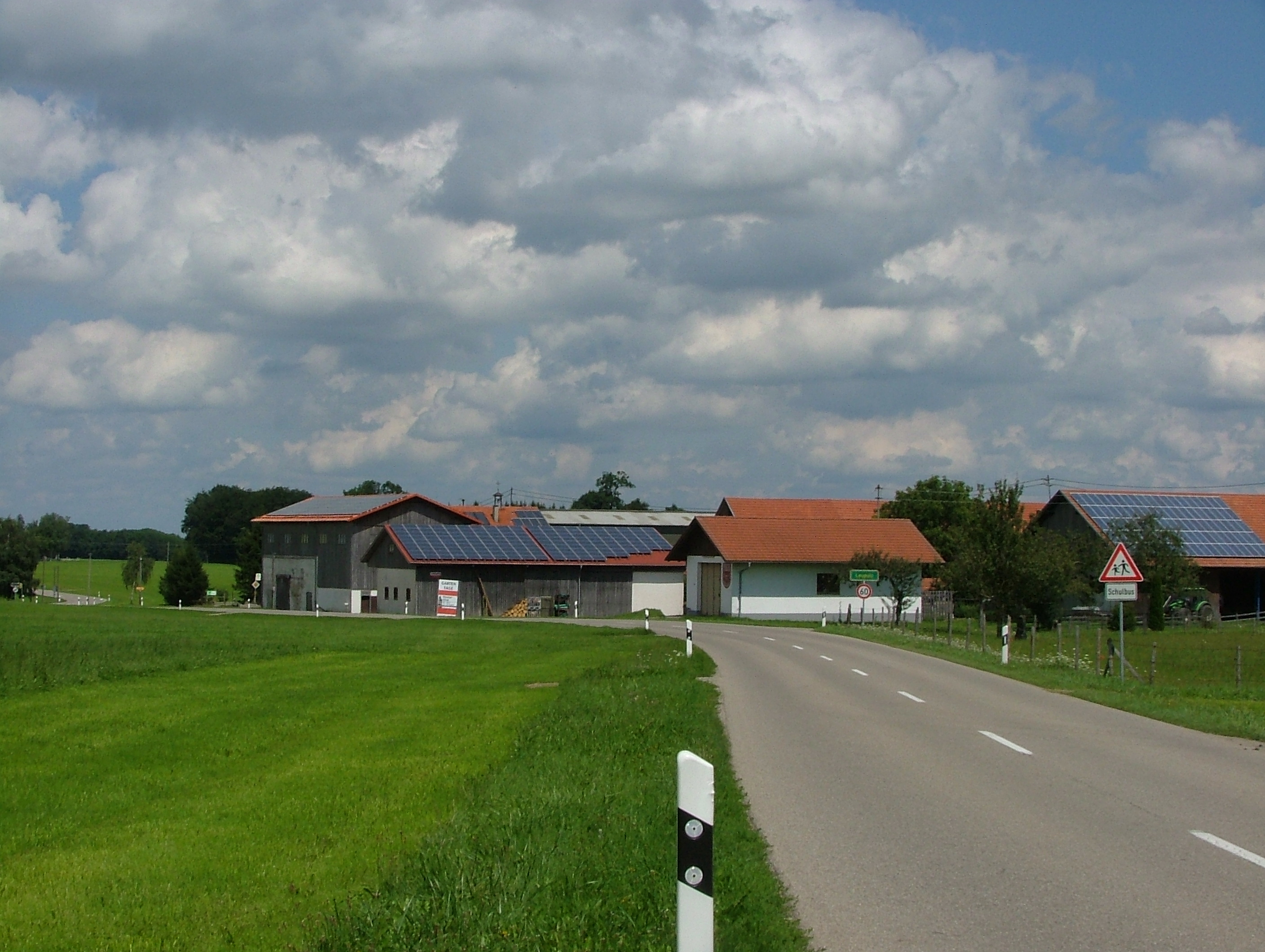
Leupolz (2010)

Leupolz ist ein Ortsteil des oberschwäbischen Marktes Ottobeuren im Landkreis Unterallgäu.

## Geografie
Der Weiler Leupolz liegt etwa drei Kilometer südlich von Ottobeuren an der Kreisstraße MN 18. Über diese ist der Ort mit dem Hauptort verbunden.

## Geschichte
Das Gebiet war bereits zur Jungsteinzeit besiedelt, wie ein Fund einer Pfeilspitze vermuten lässt. 
Walter von Luitpoldes und seine drei Brüder wurden um 1170 als Dienstmannen des Klosters Ottobeuren genannt. 1437 wurde ein Hauptmann für den Ort genannt, der damals aus einem Anwesen bestand. 1564 hatte Leupolz 80 Bewohner. Die Einwohnerzahl sank bis 1811 auf 42. Leupolz gehörte zur Gemeinde Haitzen und wurde mit dieser am 1. Januar 1972 nach Ottobeuren eingegliedert.
Am 4. August 1984 verwüstete ein Wirbelsturm den angrenzenden Wald und richtete auch im Ort beträchtliche Schäden an.